# Palača Čorko
Palača Čorko je palača obitelji Čorko u Perastu.
Nalazi se u zapadnom dijelu Perasta, u Penčićima, u brdu. Od palače Čorko se kretanjem prema obali dolazi do palaće Bujović i crkve sv. Ivana Krstitelja. U brdu, prema jugoistoku, usporedno s obalom su palača Zmajević i crkva Gospe od Ružarija.
Današnja namjena palače Čorko je stambena.